# (500527) 2012 TR313
(500527) 2012 TR313 es un asteroide perteneciente al cinturón de asteroides, descubierto el 15 de septiembre de 2012 por el equipo del Catalina Sky Survey desde el Catalina Sky Survey, Arizona, Estados Unidos.

## Designación y nombre
Designado provisionalmente como 2012 TR313.

## Características orbitales
2012 TR313 está situado a una distancia media del Sol de 2,429 ua, pudiendo alejarse hasta 3,020 ua y acercarse hasta 1,837 ua. Su excentricidad es 0,243 y la inclinación orbital 10,22 grados. Emplea 1382,85 días en completar una órbita alrededor del Sol.

## Características físicas
La magnitud absoluta de 2012 TR313 es 17,4. 